# Pakistan na Mistrzostwach Świata w Lekkoatletyce 2011
Pakistan na Mistrzostwach Świata w Lekkoatletyce 2011 reprezentowany był przez jednego zawodnika.

## Występy reprezentantów Pakistanu

### Mężczyźni

#### Konkurencje biegowe
| Konkurencja   | Zawodnik     | Runda 1  | Runda 1 | Runda 2      | Runda 2 | Półfinał | Półfinał | Finał    | Finał   |
| Konkurencja   | Zawodnik     | Rezultat | Pozycja | Rezultat     | Pozycja | Rezultat | Pozycja  | Rezultat | Pozycja |
| ------------- | ------------ | -------- | ------- | ------------ | ------- | -------- | -------- | -------- | ------- |
| Bieg na 800 m | Farhan Ahmad |          |         | 1:50,14 (PB) | 37      |          |          |          |         |